# Петър Нейков
Петър Тодоров Нейков е български дипломат и публицист.

## Биография
Петър Нейков е роден в град Браила, Влашко. Баща му произхожда от Копривщица, а майка му от Свищов. Баба му по майчина линия е гъркиня от Принцовите острови в Мраморно море, близо до Цариград. Самият Нейков определя бита на родствената си среда като среднобуржоазен. Губи баща си още като дете. Учи в Браила, Свищов и София. Между 1899 и 1903 г. следва право в Женева. Сключва брак с швейцарка, дъщеря на състоятелен собственик на пивоварна в Женева.
След дипломирането си постъпва на служба като аташе в българското Министерство на външните работи и изповеданията в София. Сътрудничи на хумористичния вестник „Българан“ с псевдонимите „Дипломатус Магнус“ и „Магнус“. Поради символичен протест срещу княз Фердинанд I през 1905 г. е уволнен от министерството.
Започва да преподава в гимназия и да се занимава с публицистика. По покана на Андрей Ляпчев приема да пише във вестник „Пряпорец“, официален орган на Демократическата партия. Навлиза в средите на столичните политици, интелектуалци и бохеми и поддържа трайни познанства с личности като Александър Малинов, Елин Пелин, Александър Божинов, Александър Балабанов, Андрей Протич, Христо Силянов, Симеон Радев, Стоян Михайловски и Иван Вазов.
Към 1905 г. се запознава с Лора Каравелова, с която създава връзка, продължила с прекъсвания до 1910 г. Заради нея се развежда с първата си съпруга. Отношенията му с Лора биват посрещнати с категорична съпротива от страна на нейната влиятелна майка, Екатерина Каравелова, и постепенно започват да се разпадат.
През 1907 г. преминава особено военно обучение с намерение да замине за Македония като четник на ВМОРО, натоварен със задачата да редактира революционен лист на организацията във Воденско, но под въздействието на Елин Пелин и Владимир Василев се разколебава и се отказва от начинанието.
След идването на власт на Демократическата партия и правителството на Александър Малинов в началото на 1908 г. е възстановен на работа в Министерството на външните работи и изповеданията в София с чин трети секретар. Под натиска на Екатерина Каравелова и ръководни фигури от управляващата партия през лятото на същата година е изпратен като секретар в българското търговско агентство в Сяр и по-късно агентството в Скопие с цел да се затрудни и прекъсне общуването му с дъщеря ѝ Лора.
През пролетта на 1909 г. е преместен като втори секретар в посолството в Букурещ. През 1911 г. сключва брак с гъркиня, позната му от юношеските години в Браила, която остава негова спътница в целия му по-късен живот. От този брак се раждат две деца, дъщеря и син, бъдещият преводач от испански Тодор Нейков.
Участва в българската делегация, подписала на 28 юли 1913 г. Букурещкия мирен договор, оформил резултатите на Междусъюзническата война и останал в обществената памет под името Първа национална катастрофа. През есента на същата година продължава работата си в посолството в Букурещ като първи секретар. Напуска Румъния при влизането ѝ в Първата световна война през лятото на 1916 г. Между 1916 и 1918 г. е първи секретар в посолството в Цариград. Придружава чужди журналисти, отразяващи настъплението на българската армия в Добруджа, и за кратко служи в щаба на генералгубернаторството на окупираната Румъния в Букурещ.
През пролетта и лятото на 1918 г. е изпратен като помощник на проф. Иван Шишманов в българското дипломатическо представителство при кратко просъществувалата Украинска държава. От ноември 1918 до 1920 г. е управляващ българската легация в Будапеща. Става свидетел на създаването и унищожаването на мимолетната Унгарска съветска република, ръководена от Бела Кун, румънската окупация на Унгария и установяването на режима на регента Миклош Хорти.
След идването на власт на самостоятелното правителство на БЗНС старите дипломатически представители зад граница са заменени от верни на партията хора и в края на 1920 г. Нейков е върнат в София. По искане на Александър Стамболийски заема поста легационен съветник в Министерството на външните работи и изповеданията, но работи като помощник на Райко Даскалов в комисарството към Междусъюзническата контролна комисия. В края на 1921 г. въпреки изострящото се противопоставяне между земеделския режим от една страна и старите партии, военните среди и ВМРО от друга приема предложение на Стамболийски да бъде главен редактор на френскоезичния държавен вестник „L'Echo de Bulgarie“. Изданието служи на външнополитическата пропаганда на управлението на БЗНС. Новият пост отчуждава Нейков от опозиционните среди, които започват да го разглеждат като представител на режима. През 1922 г. участва в български делегации на заседания на Обществото на народите в Лондон и Женева и придружава Недялко Атанасов при външнополитически стопански преговори в Цюрих и Виена.
През лятото на 1923 г. със смяната на властта след Деветоюнския преврат е заплашен от арест и евентуално убийство. В условия на открито политическо насилие бяга със семейството си в Румъния. Започва работа като касиер в клона на еврейската търговска компания „Жак Афталион“ в Браила. В средата на 1925 г. се установява отново в България, като поема същия пост в кантората на компанията във Варна. Година по-късно компанията бива ликвидирана и Нейков се посвещава на местната политика и публицистика. Опитва се да сближи селските маси, свързани с БЗНС, и градската организация на Демократическата партия. Противник е на управляващия Демократически сговор. В началото на 1927 г. е избран за общински съветник, а малко по-късно и за заместник-кмет на Варна, занимаващ се с културата, хигиената, здравеопазването и почивното дело. Прокарва учредяването на първия смесен варненски плаж. Поради фалит на браилската банка, обслужваща финансите на съпругата му, семейството изпада в дългове, които успява да погаси едва след възстановяването на дипломатическата кариера на Нейков.
От есента на 1928 г. Нейков се установява в София. Започва да пише в свързания с опозиционната Демократическа партия вестник „Знаме“. Въпреки антиправителствените му текстове по настояване на благоразположения към него министър-председател Андрей Ляпчев през есента на 1929 г. е привлечен като редовен сътрудник на официозния френскоезичен вестник „La Parole Bulgare“. Опитите на Ляпчев да поднови дипломатическата му кариера биват възпрепятствани от недоверието на цар Борис III и външния министър Атанас Буров. През октомври 1930 г. участва в българската делегация на Първата балканска конференция.
Възстановен е на дипломатическа служба след изборната загуба на Демократическия сговор и идването на власт на Народния блок. В периода 1931 – 1935 г. е пълномощен министър в Атина, на който пост е заместен от Димитър Шишманов. Остава дълбоко разочарован от невъзможността да повлияе на сключения през 1934 г. Балкански пакт, насочен срещу интересите на България. От 1935 до 1937 г. е политически секретар на министерството на външните работи и изповеданията. През 1936 г. взема участие в Конференцията в Монтрьо и заедно с Николай Николаев подписват като упълномощени български представители действащата и до днес Конвенция от Монтрьо за режима на преминаване през Черноморските проливи. Посланик е в Прага за период от 14 месеца през 1937 – 1938 г. Назначен е за посланик в Австрия, но не успява да започне работа в страната, тъй като след присъединяването ѝ към Третия райх постът е закрит, а Нейков е освободен от служба.
За кратко се занимава с търговия като представител на италианска еврейска компания. В края на 1942 и началото на 1943 г. прекарва шест месеца в Испания, където синът му е на служба в българското дипломатическо представителство. През март 1944 г. заради опасността от усилващите се съюзнически бомбардировки над София се преселва в Копривщица. Сградата на апартамента му в столицата е повредена от авиобомба. След Деветосептемврийския преврат и идването на власт на правителството на Отечествения фронт новият министър на външните работи и изповеданията проф. Петко Стайнов възстановява Нейков на служба в министерството с чин първостепенен пълномощен министър и на длъжност председател на комисията за подготовка на договора за мир. По това време той е вече на 65 години. През 1947 г. взема участие в делегацията на конференцията в Париж за подписване на Парижкия мирен договор, неговата последна мисия като дипломат.
В оставащите две десетилетия до смъртта му през 1968 г. Петър Нейков живее в София в тясна артистична приятелска среда. Пише и издава спомени, както лични, така и посветени на интелектуалците и литературните дейци, с които е общувал. Автор е и на анкети на литературни теми. Сътрудничи в преводи на сина си.
От детска възраст чете непрекъснато, постепенно събира значителна лична библиотека. Свири на пиано и цигулка. Полиглот, владее румънски, гръцки, френски, немски, английски и испански. Увлича се от колоездене и планинарство. През целия му живот е страстен обожател на морето, плуването и слънчевите бани.